# Карайотица
Кара̀йотица, също Карь̀отица или Кариотица (на гръцки: Καρυώτισσα, Кариотиса), е село в Егейска Македония, дем Пела на административна област Централна Македония.

## География
Селото е разположено на надморска височина от 10 m в Солунското поле на 5 km североизточно от Кадиново (Галатадес) и на 12 km западно от демовия център град Енидже Вардар (Яница).

## История

### В Османската империя
Старото село е било разположено на брега на Ениджевардарското езеро, на пет километра южно от сегашното.
Към 1527-1532 година Карайотиса е вакъф на потомци на Евренос бей в казата Йенидже и Вардар и наброява 111 ханета и 13 неженени мъже.
На километър южно от Карайотица до 1888 година е бил разположен чифликът Врастия с 4 къщи, които в тази година се изселват в Карайотица. В 1924 година землището на чифлика е експоприирано и разпределено между бежанците.
В началото на XX век Карайотица е село в Ениджевардарска каза на Османската империя. Към 1900 година според статистиката на Васил Кънчов („Македония. Етнография и статистика“) Карайотица (Врастия) брои 120 жители българи и 30 цигани.
По данни на секретаря на Българската екзархия Димитър Мишев („La Macédoine et sa Population Chrétienne“) в 1905 година в Карайотица (Karayotitza) има 176 българи патриаршисти гъркомани. В селото има църква „Св. Лука“ или „Св. Богородица“, която днес се намира извън самото село.
На 22 ноември 1909 година гръцкият андартски капитан Гоно Йотов в свой доклад дава отчет за свършената от него работа в Ениджевардарско:
| „ | На 20.05 с цел само да задържа някои, за да им дам напътствия да се върнат в православието, тръгнах за село Янчища. Но не успях да задържа никой, убих един от тези, които се опитаха да избягат. След това отидох в Призна и се занимавах повече с това да сплаша хората или да ги убедя така че, селата от Сланица да се върнат в православната вяра. Имах положителен резултат със селата Балъджа, Кариотица, Призна, Вреж, Плугар, Пласна, Голо село и Власи... На 18 януари 1907 задържах ятак на българите в гората на Кариотица, като знаех отпреди, че щеше да мине оттам. | “ |

Кукушкият околийски училищен инспектор Никола Хърлев пише през 1909 година:
| „ | Кариотица (Карич), 2/III, 3 1/2 ч. от Аларя. Всичко 43 къщи: 14 български екзархийски, 8 български патриаршистки, 12 турски и 9 цигански – всички чифлик. Поминъкът е земеделие и малко пчеларство и рогозинарство. Черквата и вакъфското училище – в ръцете на гъркоманите. За първа година се отваря българско училище. За училищно помещение служи една стаица земница без таван, с огнище, големина 3Х3Х2 m, с две малки прозорчета без стъкла. В него живее и учителят. | “ |

При избухването на Балканската война в 1912 година трима души от Карайотица са доброволци в Македоно-одринското опълчение.

### В Гърция
През войната селото е окупирано от гръцки части и остава в Гърция след Междусъюзническата война в 1913 година. При преброяването от 1920 година Кариотица има 293 жители. 
Боривое Милоевич пише в 1921 година („Южна Македония“), че Карайотица (Карајотица) има 25 къщи славяни християни и 15 къщи цигани мохамедани.
В 1924 година мюсюлмнското му население се изселва в Турция. От българското население 71 души принудително са изселени в България. На тяхно са настанени тракийски гърци бежанци от село Неохори, околия Деркос, заселени на 5 km северно от старото село. Според преброяването от 1928 година селото е чисто бежанско с 244 бежански семейства с 823 души. Статистиката на Народоосвободителния фронт от 1947 година показва, че в Стара Карайотица има 50 местни жители и 120 бежанци. Всички жители на новото село са бежанци от Източна Тракия.
Землището на селото е богато, защото се напоява добре. Произвеждат се предимно жито, памук, овошки. Развито е и отглеждането на млекодайни крави.
| Име     | Име      | Ново име     | Ново име     | Описание                                      |
| ------- | -------- | ------------ | ------------ | --------------------------------------------- |
| Докакия | Ντοκάκια | Докари       | Δοκάρι       | местност на Ю от Карайотица и на СИ от Врежот |
| Чаир    | Τσαΐρι   | Ливади       | Λειβάδι      | местност на С от Карайотица                   |
| Чифлик  | Τσιφλίκι | Мегало Ктима | Μεγάλο Κτήμα | местност на И от Карайотица и на З от Балъджа |

| Година    | 1913 | 1920 | 1928 | 1940 | 1951 | 1961 | 1971 | 1981 | 1991 | 2001 | 2011 | 2021 |
| --------- | ---- | ---- | ---- | ---- | ---- | ---- | ---- | ---- | ---- | ---- | ---- | ---- |
| Население | 297  | 293  | 1009 | 1531 | 1658 | 1796 | 2002 | 2122 | 2087 | 1999 | 1779 | 1605 |

## Личности
Родени в Карайотица
- Димитър Георгев (1872 – ?), македоно-одрински опълченец, 4 рота на 9 велешка дружина[18]
- Иван Георгиев, български революционер от ВМОРО, четник на Щерьо Юнана[19]
- Мицо Свирков – Глувиот (1877 – 1973), селски куриер на ВМОРО
- Теодорос Милидис (р.1951), гръцки политик от Нова демокрация[20]
- Христо Георгиев Бинчаров (1866 – ?), български революционер от ВМОРО, четник на Апостол войвода в 1910 - 1911 година, македоно-одрински опълченец, 2 рота на 13 кукушка дружина[21][22]